# Tarb-feis
Tarb-feis („Stierschlaf“), auch tarbfeis [ˈtarveʃ ] oder tarb-ḟe(i)s(s), wird in der Keltischen Religion eine Weissagungspraxis der irischen Dichter (filid) genannt, die zur Suche nach dem neuen König genutzt wurde.

## Methode
Der tarb-feis wird in den Erzählungen Togail Bruidne Da Derga („Die Zerstörung der Halle Da Dergas“) und Serglige Con Chulainn  („Cú Chulainns Krankenlager“) beschrieben. Um den Nachfolger eines Königs zu bestimmen, isst ein Mann, meist ein Druide, Fleisch und Fleischbrühe eines geschlachteten weißen Stieres, bis er satt ist. Dann legt er sich zum Schlaf nieder, während die übrigen Druiden über ihn einen Zauberspruch singen, und zwar das ór fírindi („das Gold der Weisheit“). Der zukünftige König erscheint dem Schlafenden nun im Traum und kann benannt werden. Wenn der fili dabei log, so starben ihm die Lippen ab.
Bei der Erkürung Conaire Mórs lautet die Prophezeiung, ein nackter Mann werde auf der Straße nach Tara herbeikommen.
An jeder der vier nach Temair [=Tara] führenden Straßen warten drei Fürsten mit einem Gewand, um den prophezeiten nackten König zu bekleiden […] Aber die Leute von Temair sind enttäuscht, dass ihnen ein unbärtiger Jüngling durch das [sic!] tarbḟeis bestimmt ist.